# Геткант, Фридрих
Фридрих Геткант (нем. Friedrich Getkant, лат. Fridericus Getkant; (ок. 1600—1666) — прусско-литовский военный инженер, картограф, с 1660 года полковник артиллерии в польско-литовской армии.
Родился около 1600 года в Рейнской области Священной Римской империи. С 1620 года он работает в Померанском воеводстве Речи Посполитой, участвуя в создании оборонительных сооружений по заказу короля Владислава IV, который проявил кратковременный интерес к созданию флота Речи Посполитой.
Геткант был одним из инженеров, создававших оборонительные сооружения в Гросендорфе (Владыславово) и на Хельской косе.
В 1639 году Геткант восстанавливает крепость Кодак и увеличивает её площадь почти в три раза. На территории крепости строят католический костел, монастырь и православная церковь.
Участвовал на польской стороне в битве под Берестечком в 1651 году, В 1655 году после осады Кракова перешёл на сторону Швеции и принимал участие в осаде Ясной Горы. Однако уже в 1658 году во время осады Торуни, Геткант снова в польской армии.
Геткант является автором многочисленных изобретений в области артиллерийского вооружения.
Является автором многих планов, карт и атласов, в том числе первой польской морской карты и атласа Topographia practica conscripta et recognita per Fridericum Getkant, mechanicum. Его рукопись с работами по механике и инженерному делу была утрачена во время пожара 1662 года во Львове.
В 1663 году был награждён 6-ю ланами (около 100 гектаров земли) в королевских владениях около Мальборка за вклад в доходы от транспортировки по реке Висла в Варшаве. Умер во Львове в 1666 году.

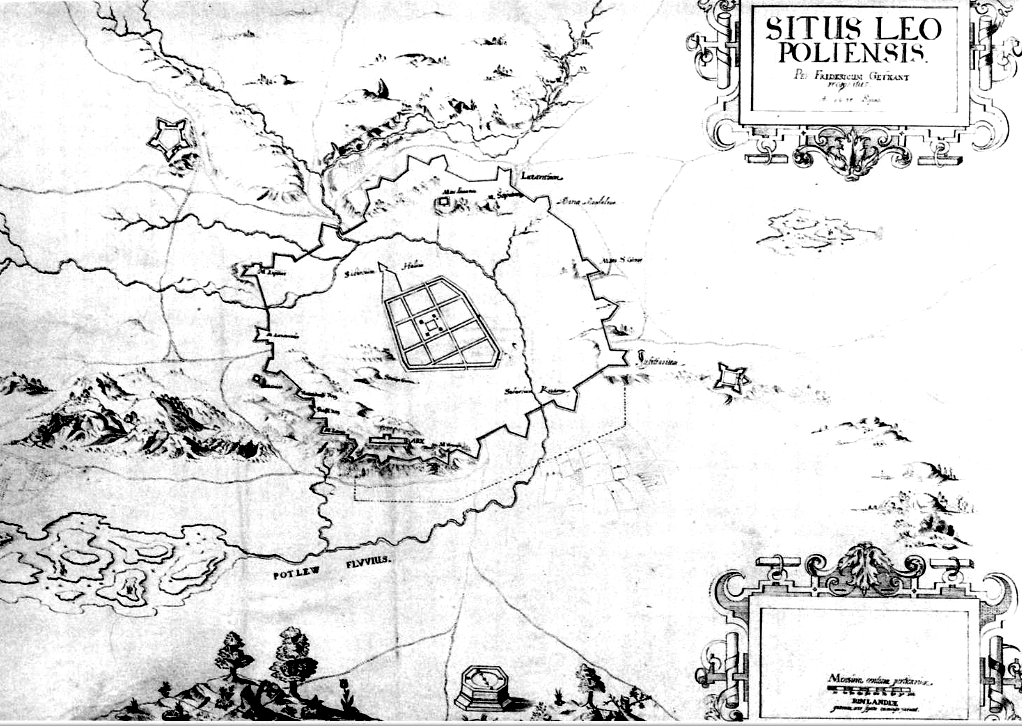
План львовских околиц, 1635.
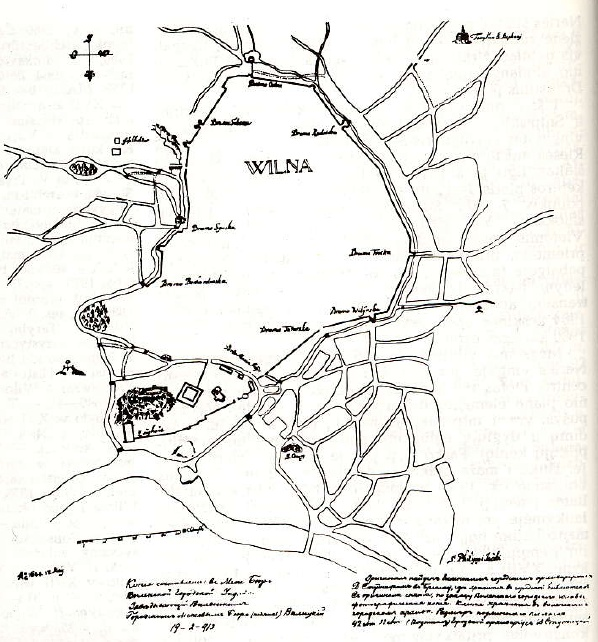
План Вильнюса, 1648.
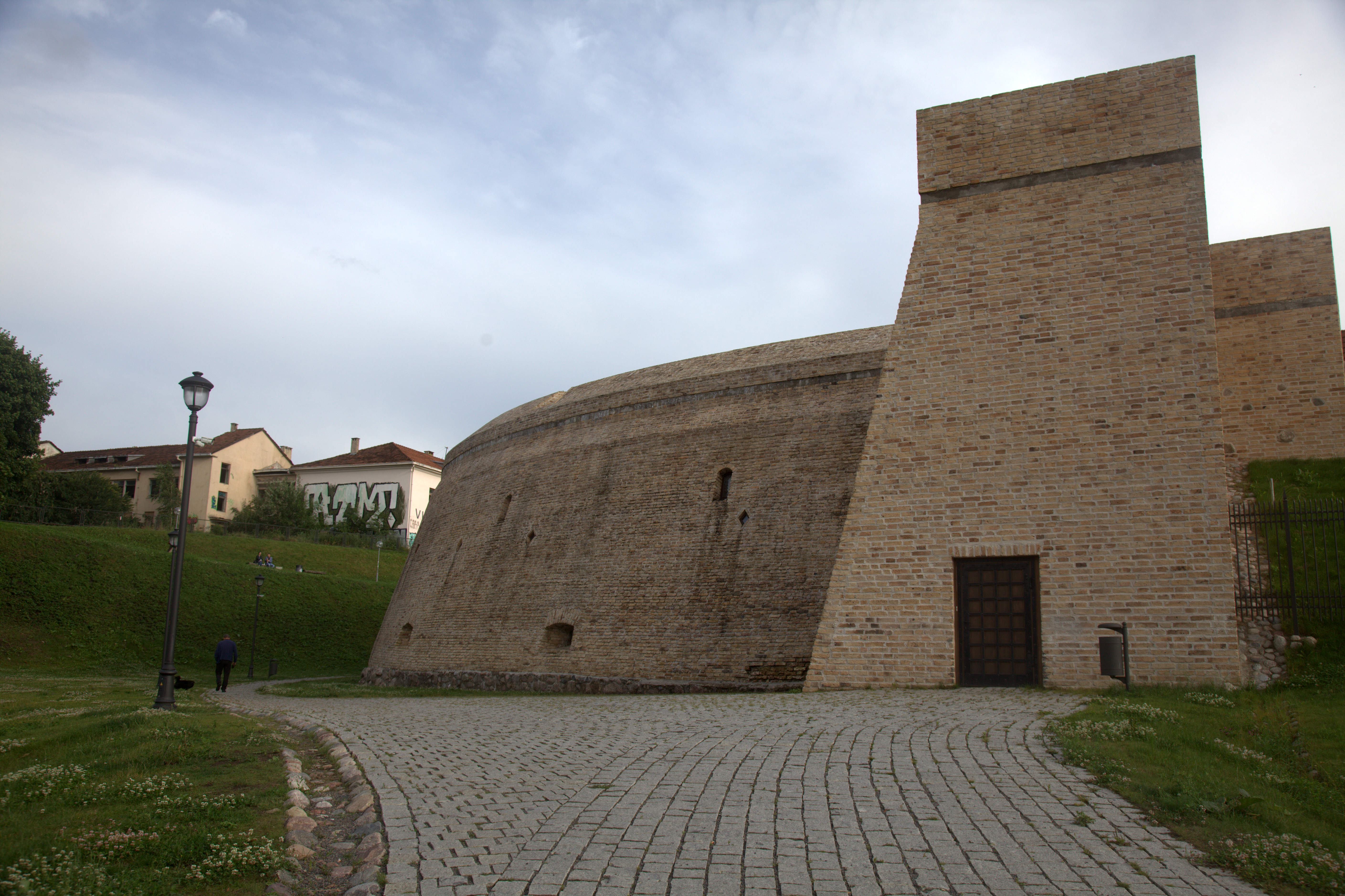
(Воссозданный) барбакан Виленской крепостной стены.
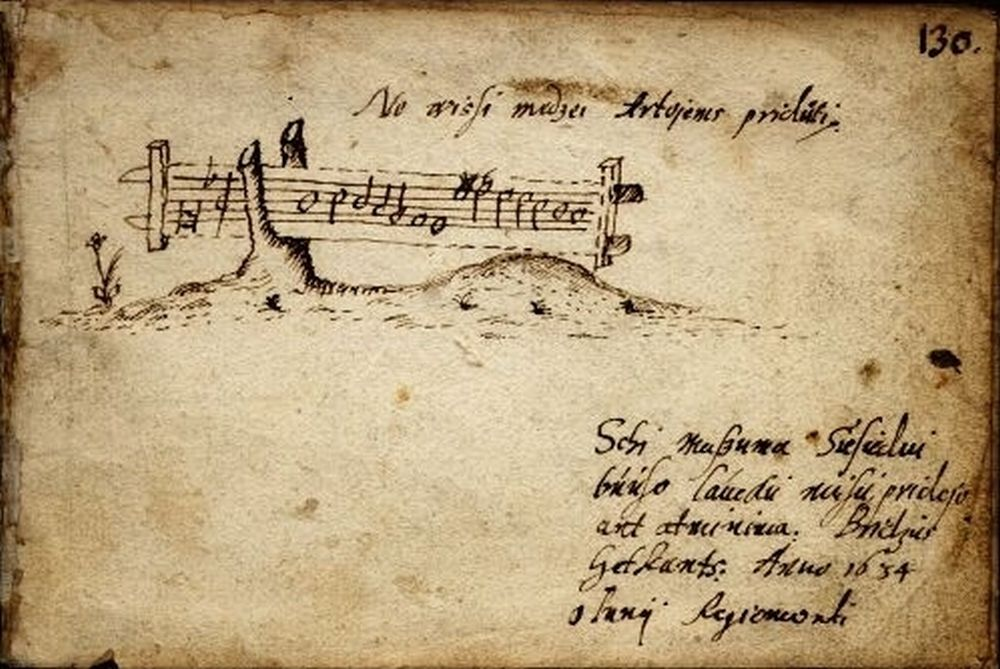
Песня на литовском языке, записанная Фридрихом Гедкантом (в тексте – Фриджюс Геткантс).